# Arondismentul Bonneville
Arondismentul Bonneville (în franceză Arrondissement de Bonneville) este un arondisment din departamentul Haute-Savoie, regiunea Rhône-Alpes, Franța.

## Subdiviziuni

### Cantoane
- Cantonul Bonneville
- Cantonul Chamonix-Mont-Blanc
- Cantonul Cluses
- Cantonul La Roche-sur-Foron
- Cantonul Saint-Gervais-les-Bains
- Cantonul Saint-Jeoire
- Cantonul Sallanches
- Cantonul Samoëns
- Cantonul Scionzier
- Cantonul Taninges

### Comune
| 1. Amancy (74007)                        | 2. Arenthon (74018)                  | 3. Arâches-la-Frasse (74014)      | 4. Ayse (74024)                |
| 5. Bonneville (74042)                    | 6. Brizon (74049)                    | 7. Chamonix-Mont-Blanc (74056)    | 8. La Chapelle-Rambaud (74059) |
| 9. Châtillon-sur-Cluses (74064)          | 10. Cluses (74081)                   | 11. Combloux (74083)              | 12. Contamine-sur-Arve (74087) |
| 13. Les Contamines-Montjoie (74085)      | 14. Cordon (74089)                   | 15. Cornier (74090)               | 16. La Côte-d'Arbroz (74091)   |
| 17. Demi-Quartier (74099)                | 18. Domancy (74103)                  | 19. Entremont (74110)             | 20. Etaux (74116)              |
| 21. Faucigny (74122)                     | 22. Les Gets (74134)                 | 23. Les Houches (74143)           | 24. Magland (74159)            |
| 25. Marcellaz (74162)                    | 26. Marignier (74164)                | 27. Marnaz (74169)                | 28. Megève (74173)             |
| 29. Mieussy (74183)                      | 30. Mont-Saxonnex (74189)            | 31. Morillon (74190)              | 32. Mégevette (74174)          |
| 33. Nancy-sur-Cluses (74196)             | 34. Onnion (74205)                   | 35. Passy (74208)                 | 36. Peillonnex (74209)         |
| 37. Le Petit-Bornand-les-Glières (74212) | 38. Praz-sur-Arly (74215)            | 39. Le Reposoir (74221)           | 40. La Rivière-Enverse (74223) |
| 41. La Roche-sur-Foron (74224)           | 42. Saint-Gervais-les-Bains (74236)  | 43. Saint-Jean-de-Tholome (74240) | 44. Saint-Jeoire (74241)       |
| 45. Saint-Laurent (74244)                | 46. Saint-Pierre-en-Faucigny (74250) | 47. Saint-Sigismond (74252)       | 48. Saint-Sixt (74253)         |
| 49. Sallanches (74256)                   | 50. Samoëns (74258)                  | 51. Scionzier (74264)             | 52. Servoz (74266)             |
| 53. Sixt-Fer-à-Cheval (74273)            | 54. Taninges (74276)                 | 55. Thyez (74278)                 | 56. La Tour (74284)            |
| 57. Vallorcine (74290)                   | 58. Verchaix (74294)                 | 59. Ville-en-Sallaz (74304)       | 60. Viuz-en-Sallaz (74311)     |
| 61. Vougy (74312)                        |                                      |                                   |                                |